# Diclidanthera wurdackiana
Diclidanthera wurdackiana är en jungfrulinsväxtart som beskrevs av G. Aymard och P. E. Berry. Diclidanthera wurdackiana ingår i släktet Diclidanthera och familjen jungfrulinsväxter. Inga underarter finns listade i Catalogue of Life.